# 梁朝偉
梁 朝偉（トニー・レオン、Tony Leung、広東語: リョン・チウワイ、北京語: リャン・チャオウイ、1962年6月27日 - ）は、香港の俳優・歌手。愛称に偉仔（ワイジャイ）、阿偉（アーワイ）がある。血液型A型。母語の広東語の他、北京語・英語を操る。

## プロフィール

### テレビスターになるまで
10歳で両親が離婚、母子家庭に育つ。英語教育を施す私立幼稚園から中高一貫教育の地利亞修女紀念学校に進学、飛び級で卒業した後、進学を断念して数々の仕事を経験。同い年のチャウ・シンチー（周星馳）に誘われ、香港最大手のテレビ局・無綫電視（TVB）の俳優養成所を受験して合格。養成所時代から容貌と演技力を買われ、児童向け番組の司会を経て、金庸の人気武侠小説を原作とした時代劇『鹿鼎記』や警察官の青春を描いた『新紮師兄』(新米警官)などのヒットドラマに出演。お茶の間のアイドルとして人気を集め、一年先輩のアンディ・ラウ（劉徳華）と並んでテレビスターとして一世を風靡した。

### 映画界へ進出
1983年頃より映画界に転身。映画俳優としてのブレイクスルーとなった作品は、1992年ジョン・ウー（呉宇森）監督作でチョウ・ユンファ（周潤發）と共演した『ハード・ボイルド 新・男たちの挽歌』であると一般にいわれている。
台湾のホウ・シャオシェン（侯孝賢）監督の映画『悲情城市』（1989年）では、二・二八事件によって家族が崩壊してゆくありさまとインテリ青年らの逮捕・投獄・処刑を目撃し時代の荒波に身をさらしてゆく聾唖の主人公（当初は科白のある役だったが、台湾語（閩語）ができないため、話せないという設定に変更された）を演じ、この作品がヴェネツィア国際映画祭金獅子賞を受賞、またレオン自身も俳優として国際的な注目を集めた。2000年に『花様年華』で香港人として初めてカンヌ国際映画祭で男優賞を受賞、国際的にも高い評価を獲得するに至っている。

### 国際派スターへの成長

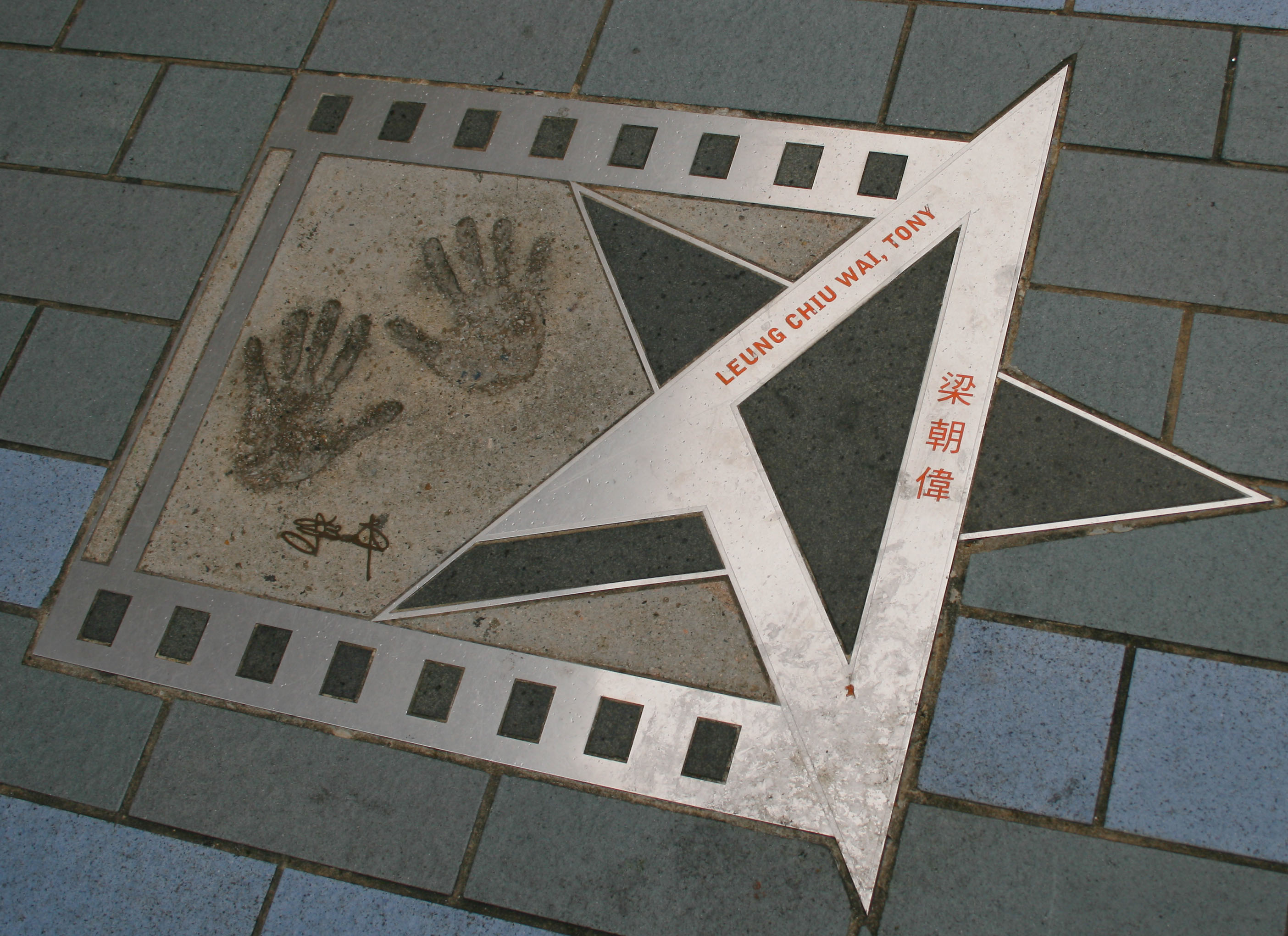
香港星光大道，梁朝偉手印

スタンリー・クワン（關錦鵬）監督の紹介で知り合ったウォン・カーウァイ（王家衛）監督にたびたび起用され、同監督の作品では、『欲望の翼』（1990年）、台湾映画賞の金馬奨で主演男優賞を受賞した『恋する惑星』（1994年）、『ブエノスアイレス』（1997年）などがあり、これらの作品は女性を中心として日本でも注目を集め、国際的に高い評価を得ている。2004年には五年越しでようやく完成したカーウァイ監督作品『2046』（2004年）に実質主演。木村拓哉や、コン・リー（鞏俐）、フェイ・ウォン（王菲）、チャン・ツィイー（章子怡）らとの共演が注目された。
近年のヒット作にはチャン・イーモウ（張藝謀）監督の『HERO』（2002年）、アンドリュー・ラウ（劉偉強）監督の『インファナル・アフェア』（2002年）、金城武と共演の『傷だらけの男たち』などがある。2006年出演したアン・リー（李安）監督の『ラスト、コーション』は、2007年ヴェネツィア国際映画祭で金獅子賞を受賞。2008年にはジョン・ウー（呉宇森）監督の『レッドクリフ』に出演。2部構成のうち第1部が7月10日に中国で公開(日本公開は11月1日)され、第2部は2009年1月8日に公開された(日本公開は2009年4月10日)。
ほかの出演作では、『ワイルド・ブリット』のジョン・ウー（呉宇森）監督、ヴェネツィア国際映画祭で金獅子賞と国際評論家賞を受賞した『シクロ』のベトナム系フランス人トラン・アン・ユン（Tran Anh Hung）監督らからも高く評価され、香港だけでなく中国の名作、話題作、大作に出演。香港、台湾、中国、ベトナム、韓国、そして日本など、東アジアで厚いファン層から人気を集めている。また中国語圏では80年代と90年代の二度に渡り、歌手としても活躍したことがある。
2008年7月21日、ブータン王国で長年のパートナーであるカリーナ・ラウ（劉嘉玲）と結婚式を挙げた。
2015年6月、フランスレジオンドヌール勲章オフィシエを受章。
2021年、デスティン・ダニエル・クレットン監督の『シャン・チー/テン・リングスの伝説』でハリウッドデビュー。
2023年、第16回アジア・フィルム・アワードにおいて最優秀主演男優賞(風再起時)とアジア映画貢献賞をダブル受賞。
同年、第80回ヴェネツィア国際映画祭において栄誉金獅子賞を受賞。

## 主な出演作品

### テレビドラマ
1982年 『天龍八部』・・・小和尚
1982年 『活力十一』・・・孔国財
1982年 『香城浪子』・・・応子謙
1983年 『クロスロード』
1984年 無綫電視（TVB） 『鹿鼎記』・・・韋小宝
1985年 『楊家将』
1986年 無綫電視（TVB） 『倚天屠龍記』・・・張無忌（日本未公開）
1988年 無綫電視（TVB） 『絶代双驕』・・・小魚児（日本未公開）
1989年 無綫電視（TVB） 『侠客行』・・・石中玉/石破天（日本未公開）

### 映画
1986年 スタンリー・クワン監督『地下情 追いつめられた殺意』
『地下情』(Deiha tsing)、Love Unto Waste）
1987年 李添勝監督『幸福を求めて』
『開心快活人』
1987年 イー・トンシン監督『野獣たちの掟』
『人民英雄』(Yanman yinghung)、People's Hero
1988年 デビッド・チョン監督『ロボフォース 鉄甲無敵マリア』
『鉄甲無敵瑪利亞』(Tiejia wudi Mali'a)、I love Maria / Robo Force
1989年 パトリック・タム監督『風にバラは散った』
『殺手蝴蝶夢』(Shashou hudie meng)、My Heart is that Eternal rose
1989年 ホウ・シャオシェン監督『悲情城市』
『悲情城市』(Beiqing chengshi)、A City of Sadness
1990年 ジョン・ウー監督『ワイルド・ブリット』
『喋血街頭』(Diexuejietou)、Bullet in the Head
1990年 ウォン・カーウァイ監督『欲望の翼』
『阿飛正伝』(A Fei jingjuen)、Days of Being Wild or The True Story of Ah Fei
1991年 ハーマン・ヤウ監督『インファナル・デイズ 逆転人生』
『中環英雄』Don't Fool Me
1991年 エリック・ツァン監督『蒼き獣（おおかみ）たち』
『五虎将之決裂』(Wuhujiang zhi juelie)、The Tigers
1991年 チン・シウトン監督『チャイニーズ・ゴースト・ストーリー3』
『倩女幽魂III之道道道』(Sinnui yauman III: Do Do Do)、A Chinese Ghost Story III
1992年 ジョン・ウー監督『ハード・ボイルド 新・男たちの挽歌』
『辣手神探』(Lashou shentan)、Hard Boiled
1993年 マイケル・マック監督『新流星蝴蝶剣 秘術VS妖術』
『新流星胡蝶剣』(Xin liuxing hudiejian)、Comet, Butterfly and Sword
1993年 ジェフ・ラウ監督『大英雄』
『射鵰英雄伝之東成西就』(Sediu yinghung tsun tsi dungsingsaitsau)、The Eagle Shooting Heroes
1993年 ベニー・チャン監督『ツイ・ハーク THE マジック・クレーン』
『新仙鶴神針』(Xin xianhao shenzhen)、The Magic Crane
1993年 チュー・イェンピン監督『エンド・オブ・ザ・ロード』
『異域之末路英雄』(Yiyu zhi molu yingxiong)、End of the Road
1993年 ピーター・チャン監督『月夜の願い』
『新難兄難弟』(Xin nanxiongnandi)、He ain't heavy, He's My Father
1994年 ジャッキー・パン監督『キング・オブ・ギャンブラー』
『神龍賭聖之旗開得勝』(Shenlong dusheng zhi qikaidesheng)、Always be a Winner
1994年 ウォン・カーウァイ監督『恋する惑星』
『重慶森林』(Chong qing sen lin)、Chungking Express
1994年 ウォン・カーウァイ監督『楽園の瑕』
『東邪西毒』(Dung che sai duk)、Ashes of Time
2008年 ウォン・カーウァイ監督『楽園の瑕 終極版』……『楽園の瑕』の別編集バージョン
『東邪西毒 終極版』、Ashes of Time Redux
1995年 トラン・アン・ユン監督『シクロ』
『三輪車伕』(Xich lo)、Cycro
1995年 リー・チーガイ監督『裏街の聖者』
『流氓医生』(Liu mang yi sheng)、Mack the Knife
1996年 ハーマン・ヤウ監督『欲望の街外伝 ロンリーウルフ』
『洪興仔之江湖大風暴』(Hongxingzi zhi jianghu dafengbao)、War of the Underworld
1997年 ウォン・カーウァイ監督『ブエノスアイレス』
『春光乍洩』(Cheun gwong tsa sit)、Happy Together
1997年 ビリー・タン監督『ミッドナイト・エクスプレス』
『黒獄斷腸歌之砌生猪肉』Chinese Midnight Express
1998年 ジェームス・ユン監督『君を見つけた25時』
『毎天愛你八小時』(Mooitin oi lei bat'siushi)、Your Place or Mine
1998年 ホウ・シャオシェン監督『フラワーズ・オブ・シャンハイ』
『海上花』(Hai shang hua)、Flowers in Shanghai
1998年 パトリック・ヤウ監督『ロンゲストナイト』
『暗花』(Aau dut)、Longest Night
1998年  クアン・プンリョン、アモス・リー監督『ブエノスアイレス 摂氏零度』（ドキュメンタリー映画）
Buenos Aires Zero Degree: The Making of Happy Together
1999年 ヴィンセント・コク監督『ゴージャス』
『玻璃樽』(Bor lei jun)、Gorgeous
2000年 ウォン・カーウァイ監督『花様年華』
『花様年華』(Fa yeung nin wa)、In the Mood for Love
2000年 ジングル・マー監督『東京攻略』
『東京攻略』(Dong jing gong lüe)、Tokyo Raiders
2000年 ゲイリー・タン監督『ヒーリング・ハート』
『侠骨仁心』Healing Hearts
2001年 ジョー・マ監督『ファイティング・ラブ』
『同居蜜友』(Tung gui mat yau)、Fighting for Love
2001年 バリー・ウォン（王晶）監督『ラブ・イズ・マネー』
『有情飲水飽』Love Me, Love My Money
2002年 ジェフ・ラウ監督『天下無雙』(Tian Xia Wu Shuang)、Chinese Odyssey（日本未公開）
2002年 チャン・イーモウ監督『HERO』
『英雄』(Ying xiong)、Hero
2002年 アンドリュー・ラウ、アラン・マック監督『インファナル・アフェア』
『無間道』(Wu jian dao)、Infernal Affairs
2003年 アンドリュー・ラウ、アラン・マック監督『インファナル・アフェアIII 終極無間』
『無間道3終極無間』(Wu jian dao3)、Infernal Affairs III
2003年 ジョー・マ監督『サウンド・オブ・カラー 地下鉄の恋』
『地下鐵』(Di xia Tie)、Colour of Sound
2003年 ジョニー・トー、ワイ・カーファイ監督『1:99 電影行動』「狂想曲」（オムニバス映画）
『1：99 電影行動』
2003年 ヴィンセント・コク監督『恋の風水バトル』
『行運超人』、My Lucky Star
2004年 ウォン・カーウァイ監督『2046』
『2046』2046
2005年 ジングル・マー監督『ソウル攻略』
『韓城攻略』、Seoul Raiders
2007年 アンドリュー・ラウ、アラン・マック監督『傷だらけの男たち』
『傷城』、Confession of Pain
2007年 アン・リー監督『ラスト、コーション』
『色・戒』(Se, Jie)、Lust, Caution
2008年 ジョン・ウー監督『レッドクリフ PartI』
『赤壁』(Chi bi )、Red Cliff
2009年 ジョン・ウー監督『レッドクリフ PartII -未来への最終決戦-』
『赤壁：決戦天下』、 Red Cliff II
2011年 イー・トンシン監督『大魔術師"X"のダブル・トリック』
『大魔術師』、 The Great Magician 
2012年 アラン・マック、フェリックス・チョン監督『サイレント・ウォー』
『聽風者』、 The Silent War
2013年 ウォン・カーウァイ監督『グランド・マスター』
『一代宗師』、 The Grandmasters 
2016年 ケンツェ・ノルブ監督『ヘマヘマ:待っている時に歌を』
『嘿瑪嘿瑪』、Hema Hema：Sing Me a Song While I Wait
2016年 張嘉佳監督『擺渡人』（中国語版）（日本未公開）
2018年 ジングル・マー監督『レイダース 欧州攻略』
『歐洲攻略』、Europe Raiders
2018年 ラマン・ホイ監督『モンスター・ハント 王の末裔』
『捉妖記2』、Monster Hunt 2
2021年 デスティン・ダニエル・クレットン監督『シャン・チー/テン・リングスの伝説』
Shang-Chi and the Legend of the Ten Rings
2022年 フィリップ・ユン監督『風再起時』Where The Wind Blows（日本未公開）
2023年 チェン・アル監督『無名』
『无名』、Hidden Blade
2023年 フェリックス・チョン監督『ゴールドフィンガー 巨大金融詐欺事件』
『金手指』、The Goldfinger

### 日本語吹き替え
主に山路和弘と小杉十郎太、山寺宏一、藤原啓治、松本保典が担当している。